# Omorgus inflatus
Omorgus inflatus is een keversoort uit de familie beenderknagers (Trogidae). De wetenschappelijke naam van de soort is voor het eerst geldig gepubliceerd in 1922 door Loomis.